# Teorema de Saint-Venant
Em mecânica dos sólidos é comum analisar as propriedades de vigas com área de seção transversal constante. O teorema de Saint-Venant  estabelece que a seção transversal simplesmente conexa (sem furos) com máxima rigidez torsional é um círculo. É nomeado em memória do matemático francês Adhémar Jean Claude Barré de Saint-Venant.
Dado um domínio simplesmente conexo D no plano com área A, sendo {\displaystyle \rho } o raio e {\displaystyle \sigma } a área de seu maior círculo inscrito, a rigidez torsional P de D é definida por
{\displaystyle P=4\sup _{f}{\frac {\left(\iint \limits _{D}f\,dx\,dy\right)^{2}}{\iint \limits _{D}\left({f_{x}}^{2}+{f_{y}}^{2}\right)\,dx\,dy}}.}
Aqui o supremo é tomado sobre todas as funções continuamente diferenciáveis nulas sobre o contorno de D. A existência deste supremo é uma consequência da desigualdade de Poincaré.
Saint-Venant conjecturou em 1856 que para todos os domínios D de igual área A o círcular tem a maior rigidez torsional, isto é
{\displaystyle P\leq P_{\text{circle}}\leq {\frac {A^{2}}{2\pi }}.}
Uma prova rigorosa desta desigualdade foi dada em 1948 por George Pólya. Outra prova foi dada por Harold Davenport. Uma prova mais geral e uma estimativa
{\displaystyle P<4\rho ^{2}A}
foi dada por Makai.